# Бенувиль (Кальвадос)
Бенуви́ль (фр. Bénouville) — коммуна во Франции, находится в регионе Нижняя Нормандия. Департамент коммуны — Кальвадос. Входит в состав кантона Уистреам. Округ коммуны — Кан.
Код INSEE коммуны — 14060.

## Население
Население коммуны на 2010 год составляло 1984 человека.
| 1962 | 1968 | 1975 | 1982 | 1990 | 1999 | 2010 |
| ---- | ---- | ---- | ---- | ---- | ---- | ---- |
| 754  | 739  | 827  | 828  | 1258 | 1741 | 1984 |

## Экономика
В 2010 году среди 1376 человек трудоспособного возраста (15—64 лет) 992 были экономически активными, 384 — неактивными (показатель активности — 72,1 %, в 1999 году было 70,2 %). Из 992 активных жителей работали 922 человека (469 мужчин и 453 женщины), безработных было 70 (43 мужчины и 27 женщин). Среди 384 неактивных 171 человек были учениками или студентами, 165 — пенсионерами, 48 были неактивными по другим причинам.

## История
В 1944 недалеко от Бенувиля произошла высадка англо-американских войск.
В 2014 году оформилась Нормандская четвёрка